# Tauri di Wölz e di Rottenmann
I Tauri di Wölz e di Rottenmann (in tedesco Rottenmanner und Wölzer Tauern) sono un massiccio montuoso delle Alpi dei Tauri orientali. La montagna più alta è il Rettlkirchspitze che raggiunge i 2.475 m s.l.m..
Si trovano in Austria, nella Stiria.
Prendono il nome dalle due località Wölz e Rottenmann.

## Classificazione

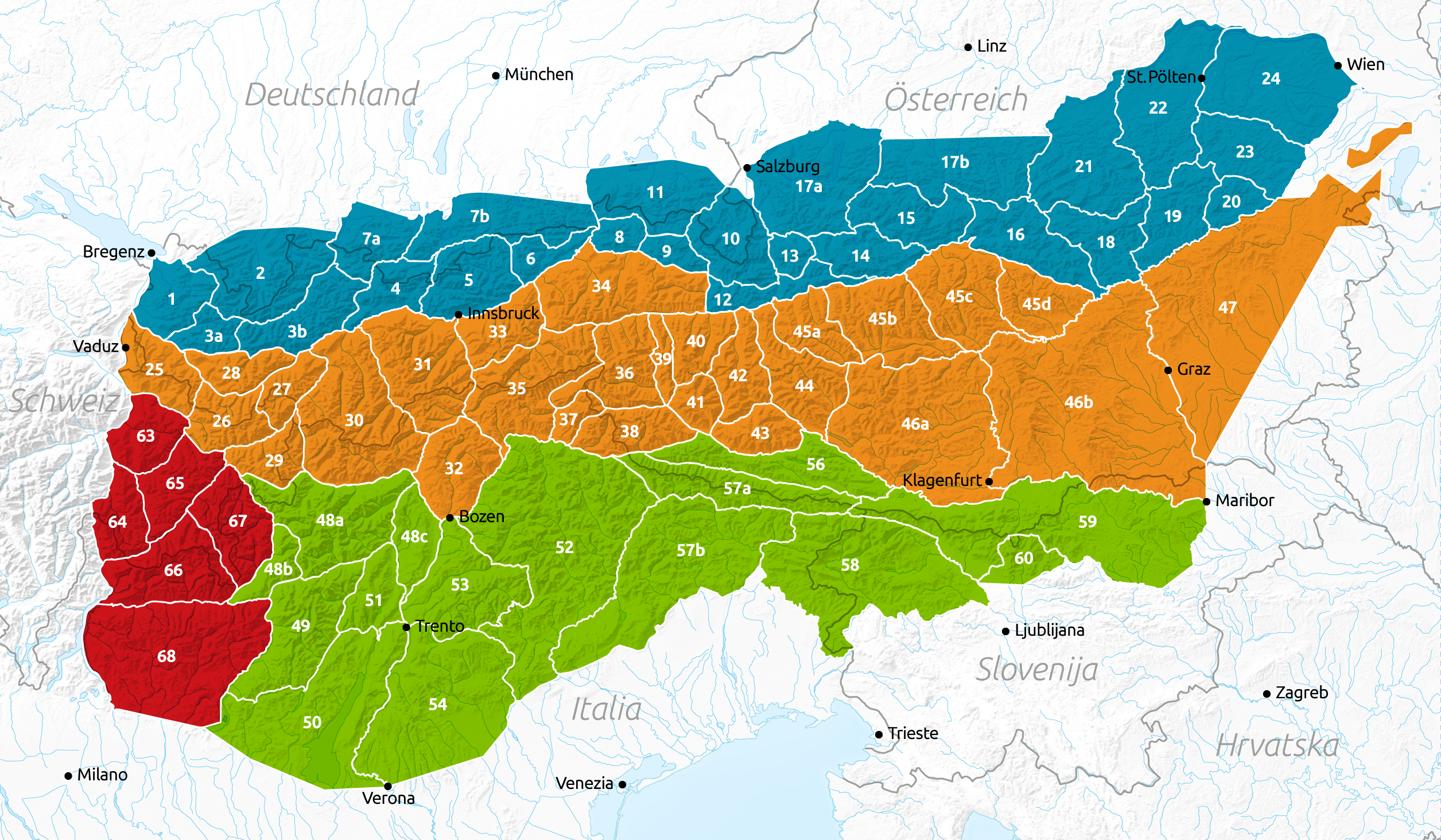
I Tauri di Wölz e di Rottenmann secondo l'AVE sono individuati dal numero 45c.

Secondo la Suddivisione Orografica Internazionale Unificata del Sistema Alpino sono una sottosezione alpina con la seguente classificazione:
- Grande Parte = Alpi Orientali
- Grande Settore = Alpi Centro-orientali
- Sezione = Alpi dei Tauri orientali
- Sottosezione = Tauri di Wölz e di Rottenmann
- Codice = II/A-18.III

Secondo l'AVE costituiscono il gruppo n. 45c di 75 nelle Alpi Orientali.

## Delimitazioni
Confinano:
- a nord con i Monti Totes (nelle Alpi del Salzkammergut e dell'Alta Austria) e separati dal corso del fiume Enns;
- a nord-est con le Alpi dell'Ennstal (nelle Alpi Settentrionali di Stiria);
- ad est con i Tauri di Seckau (nella stessa sezione alpina);
- a sud con le Alpi della Lavanttal (nelle Alpi di Stiria e Carinzia) e separati dal corso del fiume Mura;
- a sud con le Alpi della Gurktal (nelle Alpi di Stiria e Carinzia) e separati dal corso del fiume Mura;
- ad ovest con i Tauri di Schladming e di Murau (nella stessa sezione alpina) e separati dal Sölkpass;
- a nord-ovest con i Monti del Dachstein (nelle Alpi del Salzkammergut e dell'Alta Austria).

## Suddivisione
Secondo la SOIUSA si suddividono in due supergruppi, tre gruppi e nove sottogruppi:
- Tauri di Wölz (A)
  - Gruppo Greim-Hochweberspitze (A.1)
    - Catena Greim-Schoberspitze (A.1.a)
    - Catena dell'Hchwart (A.1.b)
    - Catena Hochweberspitze-Kegeleck (A.1.c)
    - Nodo Pleschhaitz-Kammersberg (A.1.d)

  - Gruppo Pusterwalder-Hohenwart-Großhansl (A.2)
    - Catena Pusterwalder-Hohenwart (A.2.a)
    - Catena Großhansl-Schießeck (A.2.b)
    - Catena dell'Heinzl Wasserkogel (A.2.c)
- Tauri di Rottenmann (B)
  - Gruppo Bösenstein-Bruderkogel (B.3)
    - Catena Bruderkogel-Hochschwung (B.3.a)
    - Costiera del Bösenstein (B.3.b)

## Monti

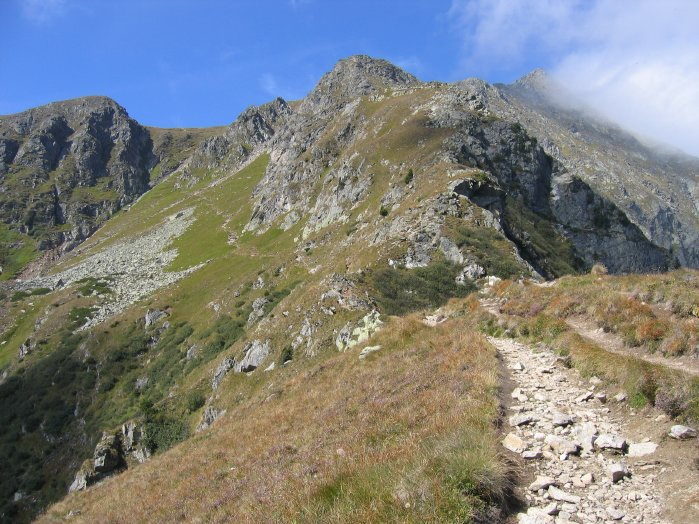
Il Großer Bösenstein

- Rettlkirchspitze - 2.475 m
- Greim - 2.474 m
- Großer Bösenstein - 2.448 m
- Schoberspitze - 2.423 m
- Kleiner Bösenstein - 2.395 m
- Drei Stecken - 2.382 m
- Hochweberspitze - 2.370 m
- Hochhaide - 2.363 m
- Hohenwart - 2.363 m
- Sonntagskarspitze - 2.350 m